# ポーレット・ダルティ
ポーレット・ダルティ（Paulette Darty）の名で知られたポーレット・コンベ（Paulette Combes、1871年1月2日 - 1939年12月9日）は、フランスの歌手。

## 生涯
ポーレット・ダルティは、歌手として「スローなワルツの女王 (La Reine des Valses lentes)」という異名をとるようになるずっと前に、音楽院でピアノを学び、まずピアニストとしてデビューした。
1890年、まだ無名であったダルティは、オペラ歌手ジルベール・ド・ビダール（Gilbert de Bidart）、通称ド・バルディ（de Bardy）と結婚した。
ヴィシーのエデン座（l'Eden）でいろいろなオペレッタで様々な役を演じた後、1895年ころ、当時スカラ座（Scala）のところにあったエルドラド座（l'Eldorado）に出演していたころから名前が知られるようになった。
1900年、作曲家エリック・サティは、ダルティのためにアンリ・パコリ（Henry Pacory）の詞に曲をつけ、「ジュ・トゥ・ヴー（あんたが欲しいの）」を作曲した。ダルティのレパートリーとなったこの曲は、その後、男性歌手用の歌詞が書かれたり、サティ自身がピアノ曲に編曲したりと、様々な形で広まっていくことになった。
ダルティは、1901年の「アムルーズ (Amoureuse)」や、1905年の「ファシナシオン (Fascination)」が、シャンソンのスタンダードになることに貢献したが、その詞はいずれもモーリス・ド・フェラウディ（Maurice de Féraudy）が提供していた。この頃には、ダルティの歌う曲の楽譜集なども出版され、その中にはダルティ自身が作曲した曲も取り上げられた。
ダルティは女優としても舞台に立った。1903年には、ブッフェ＝パリジャン劇場（Théâtre des Bouffes-Parisiens）で、喜歌劇『フロロドーラ (Florodora)』のドロレス（Dolorès）役を演じた。
1902年に夫ジルベールが亡くなり、ダルティは未亡人となったが、その後、彼女は30代半ばで一線から退き、1905年ないし1908年には表舞台から姿を消した。

ダルティは、1939年12月9日にパリで亡くなり、近郊のリュエイユ＝マルメゾンに葬られた。